# Adam Cwalina
Adam Cwalina, né le 26 janvier 1985, est un joueur professionnel de badminton polonais. 

## Carrière
- Vainqueur du Orléans International Challenge avec Przemysław Wacha en 2013 et 2014.
- Vainqueur de l'Open des Pays-Bas avec Przemysław Wacha en 2011.
- Champion national en double avec Michał Łogosz en 2011 et 2013.